# Optimus UI
Optimus UI  — це сенсорний інтерфейс, розроблений компанією LG Electronics разом із партнерами. Іноді її неправильно ідентифікують як операційну систему. Optimus UI використовується всередині LG для смартфонів та планшетних комп’ютерів, і не доступний для ліцензування сторонніми сторонами. 
Остання версія Optimus UI, 4.1.2, була випущена на Optimus K II й Optimus Neo 3. У порівнянні з попередньою версією 4.1.1 він має більш досконалий користувальницький інтерфейс, який включатиме голосовий затвор і нотатки Quick Memo.
Optimus UI використовується в пристроях на базі Android.

## Телефони з LG Optimus UI

### Смартфони/Фаблети
- LG GT540 Optimus
- LG Optimus One
- LG Optimus 2X
- LG Optimus 4X HD
- LG Optimus 3D
- LG Optimus 3D Max
- LG Optimus Slider
- LG Optimus LTE
- LG Optimus LTE 2
- LG Optimus Vu
- LG Optimus Black
- LG Optimus Chat
- LG Optimus Chic
- LG Optimus Net
- LG Optimus Sol
- LG Optimus HUB (E510)
- LG Optimus L3
- LG Optimus L5
- LG Optimus L5 II
- LG Optimus L7
- LG Optimus L9
- LG Optimus L9 II
- LG Optimus L90
- LG Optimus F3
- LG Optimus F3Q
- LG Optimus F5
- LG Optimus F6
- LG Optimus F7
- LG Optimus G
- LG Optimus G Pro
- LG G2
- LG G Pro 2
- LG Vu 3
- LG G Pro Lite
- LG G Flex
- LG L40 Dual
- LG L65 Dual
- LG L70 Dual
- LG L80 Dual
- LG L90 Dual
- LG G3
- LG G3S
- LG Spectrum 2
- LG G2 Mini
- LG G Flex 2

### Планшети
- LG Optimus Pad
- LG Optimus Pad LTE
- LG G Pad 7.0
- LG G Pad 8.3